# Ivan Mikitavič Sierada
Ivan Mikitavič Sierada (tiếng Belarus: Іван Мікітавіч Серада; 13 tháng 5 năm 1879 làng Zadzvieja, huyện Navahrud, tỉnh Minsk (nay thuộc tỉnh Brest) - sau 19 tháng 11 năm 1943) tên thường gọi Jan hay Janka là chính khách, giáo viên, nhà báo, chủ tịch đầu tiên của Rada Cộng hòa Nhân dân Belarus.

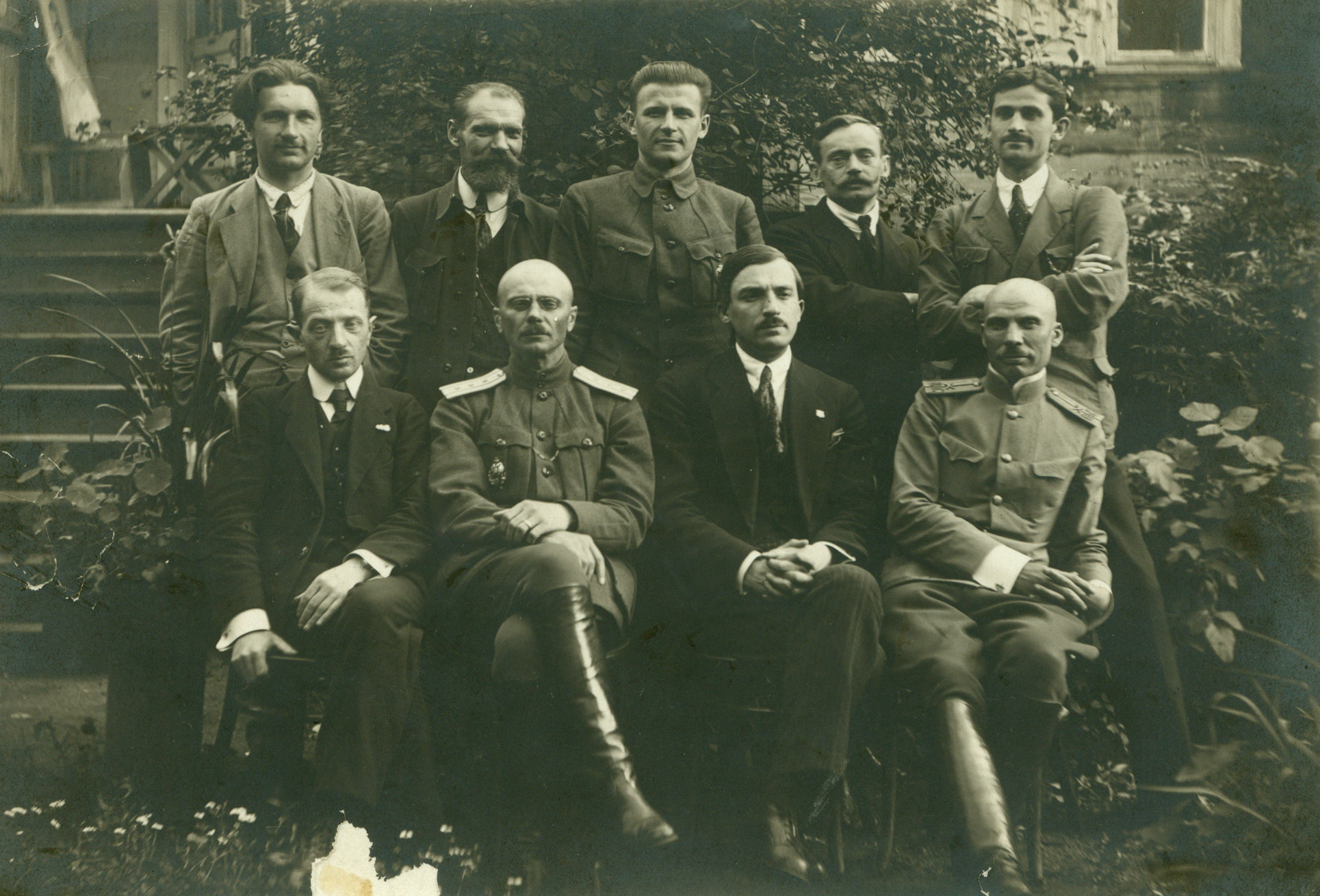
Chính phủ BNR đầu tiên. Jan Sierada ngồi thứ hai từ trái sang

Năm 1903, Jan Sierada tốt nghiệp Học viện Thú y Warszawa. Năm 1905-1906, ông phục vụ trong quân đội ở Mãn Châu. Năm 1907-1911, ông làm bác sĩ thú y ở tỉnh Minsk rồi giảng dạy tại Trường Nông nghiệp Maryinogorsk. Ông được huy động tham gia Chiến tranh thế giới thứ nhất.
Sierada tham gia Hội xã hội chủ nghĩa Belarus, trở thành Chủ tịch Đoàn chủ tịch Đại hội toàn Belarus (1917), Rada BNR (1918). Ngày 25 tháng 3 năm 1918, với tư cách Chủ tịch Rada, ông đã ký tuyên bố độc lập hoàn toàn cho Cộng hòa Nhân dân Belarus. Đây là hành động mang tính lịch sử nhưng không được chính quyền chiếm đóng Đức công nhận.
Năm 1918, ông là Ủy viên Ban Chấp hành Trung ương Đảng Xã hội Liên bang Belarus. Năm 1919-1920, Sierada nằm trong Ủy ban Quốc gia Belarus lâm thời, đoàn chủ tịch Rada tối cao BNR.
Ông tiếp tục công tác tại Ủy ban Nông nghiệp Nhân dân Cộng hòa Xã hội chủ nghĩa Xô viết Byelorussia. Năm 1921-1925, ông là nhà nghiên cứu, giữ chức trưởng thư viện Inbelkult, giáo viên MBPT.  Năm 1923-1924, ông tổ chức và làm giám đốc Trường cao đẳng động thực vật Minsk. Từ tháng 7 năm 1925 đến tháng 12 năm 1929, ông là Phó giáo sư Học viện Nông nghiệp Nhà nước Belarus (BDSA) ở thành phố Horki. Từ năm 1927, ông nghiên cứu các phương pháp chăn nuôi tại Viện Nghiên cứu Nông Lâm Belarus.
Ngày 4 tháng 7 năm 1930, ông bị GPU bắt vì liên quan đến vụ án Liên minh Giải phóng Belarus. Theo phán quyết của OGPU Liên Xô ngày 10 tháng 4 năm 1931, ông bị đày đến Yaroslavl 5 năm. Ngày 27 tháng 12 năm 1941, ông chịu bản án thứ hai là 10 năm tù. Ngày 19 tháng 11 năm 1943, ông được thả trước thời hạn từ Kraslag (tỉnh Krasnoyarsk). Không rõ thông tin về sau ra sao.
Về sau Sierada được xóa án, bản án thứ nhất được xóa ngày 10 tháng 7 năm 1988 còn bản án thứ hai được xóa ngày 16 tháng 1 năm 1989.

## Hoạt động
Ông có bài đầu tiên trên tạp chí Sokha từ năm 1913. Ông viết các bài báo khoa học, khoa học phổ thông và các bài báo khác về nông nghiệp.

### Tác phẩm
- Cần cưỡi ngựa ra sao?  Minsk, 1926.
- Thú y và chăm sóc sức khỏe. Tập 1-2. Minsk, 1927-1928.
- Pabudova silasa ở Kalgas và Saugas. Minsk. , 1930.